# Maresuke Nogi
Maresuke Nogi (japonsky 乃木 希典, Nogi Maresuke; 25. prosince 1849 Edo – 13. září 1912 Tokio), byl generál japonské císařské armády a generální guvernér Tchaj-wanu. Byl jedním z velitelů během dobytí Port Arturu na Číně roku 1894. V letech 1904–1905 byl prominentní osobností rusko-japonské války jako velitel sil, které dobyly Port Artur obsazený Rusy.
Nogi se stal národním hrdinou císařského Japonska jako model feudální loajality a sebeobětování, nakonec až k sebevraždě. Během sacumského povstání ztratil v bitvě císařský prapor, což se pokusil odčinit mimořádně riskantním útokem, aby ho získal zpět, ale dostal rozkaz zastavit. V rusko-japonské válce získal Port Artur, ale zdálo se mu, že přitom ztratil příliš mnoho svých vojáků, a proto požádal o povolení k sebevraždě, což císař odmítl. Tyto dvě události, stejně jako jeho touha nepřežit svého pána (džunši), motivovaly jeho sebevraždu v den pohřbu císaře Meidži. Jeho příklad oživil samurajský obyčej rituální sebevraždy seppuku.